# Red, White & Royal Blue (film)
Red, White & Royal Blue – amerykańska komedia romantyczna z 2023 roku w reżyserii Matthew Lopeza, będąca jego pełnometrażowym debiutem. Scenariusz, który López napisał wspólnie z Tedem Malawerem, powstał na podstawie powieści pod tym samym tytułem z 2019 roku autorstwa Casey McQuiston. W filmie wystąpili Taylor Zakhar Perez i Nicholas Galitzine jako syn pani prezydent USA oraz brytyjski książę, którzy zakochują się w sobie. W rolach drugoplanowych  wystąpili Clifton Collins Jr., Sarah Shahi, Rachel Hilson, Stephen Fry i Uma Thurman.
W 2019 Amazon Studios ogłosiło, że zekranizuje film z Gregiem Berlatim jako producentem. Lopez został ogłoszony reżyserem i współautorem scenariusza w 2021. W czerwcu 2022 Zakhar Perez, Galitzine i Thurman ogłosili swój udział w projekcie. W lipcu 2022 została ujawniona pozostała część obsady. Zdjęcia kręcono w Londynie od czerwca do sierpnia 2022.
Film miał swoją premierę w  londyńskim kinie BFI IMAX 22 lipca 2023 i został wydany na Amazon Prime Video 11 sierpnia. W maju 2024 r. ogłoszono, że powstanie kontynuacja filmu w postaci sequela.

## Fabuła
Alex Claremont-Diaz jest synem Ellen Claremont, pierwszej kobiety, która została prezydent Stanów Zjednoczonych. Bierze udział w ślubie Filipa, księcia Cambridge. Alex jest od dawna skłócony z księciem Henrykiem, młodszym bratem księcia Filipa. Podczas przyjęcia Alex i Henry wdają się ze sobą w kłótnię, w wyniku której spada na nich tort weselny, co zostaje nagłośnione przez media.
Ellen ubiega się o reelekcję. W celu zminimalizowania negatywnego wpływu prasy na jej kampanię, Alex i Henry są zmuszeni do udzielania serii wywiadów i uczestniczenia w wydarzeniach publicznych, udając przy tym przyjaźń. Wkrótce po tych wydarzeniach Alex wyznaje księciu, że początkowo go nie polubił, ponieważ książę wydawał się odrzucić jego towarzystwo podczas pierwszego wspólnego publicznego wystąpienia. Henry tłumaczy swoje zachowanie niedawną śmiercią ojca. Po tej rozmowie szybko dochodzą do porozumienia, wymieniają się numerami telefonów i stają się przyjaciółmi, a uczucie to niebawem przeradza się w miłość.
Sprawa ostatecznie wychodzi na jaw, gdy prywatne maile bohaterów zostają opublikowane na Reddicie. Reakcje różnych krajów przebiegają inaczej: Alex publicznie przyznaje się do swojej biseksualności, podczas gdy Henry zostaje odizolowany od poddanych przez dwór królewski. Miłosne zmartwienia Alexa denerwują Zahrę, zastępczynię szefa sztabu Claremont na tyle, że ona – wykorzystując swą znajomość z koniuszym Henry’ego Shaanem – aranżuje rozmowę telefoniczną między Alexem a Henrym. W końcu obaj młodzieńcy, spotkawszy się w Londynie, dokonują coming outu przed zgromadzonymi pod Pałacem Buckingham. Ellen Claremont z kolei nie musi się obawiać o klęskę w wyborach prezydenckich, gdyż w decydującym momencie w stanie Teksas zwyciężają elektorzy Partii Demokratycznej, co zapewnia prezydent reelekcję.

## Obsada
- Taylor Zakhar Perez jako Alex Claremont-Diaz, syn prezydent USA[5]
- Nicholas Galitzine jako Książę Henry, brytyjski książę, drugi w kolejce do brytyjskiego tronu[5]
- Uma Thurman jako Ellen Claremont, pierwsza kobieta, która została prezydent USA, a także matka Alexa[5]
- Clifton Collins Jr.. jako senator Oscar Diaz, ojciec Alexa[6]
- Sarah Shahi jako Zahra Bankston, zastępczyni szefa sztabu Ellen Claremont[5]
- Rachel Hilson jako Nora Holleran, przyjaciółka Alexa oraz wnuczka wiceprezydenta USA
- Stephen Fry jako król James III, dziadek księcia Henry’ego[7]
- Ellie Bamber jako księżniczka Beatrice, młodsza siostra księcia Henry’ego
- Thomas Flynn jako książę Philip, starszy brat księcia Henry’ego
- Malcolm Atobrah jako Percy Okonjo, najlepszy przyjaciel księcia Henry’ego[8]
- Akshay Khanna jako Shaan Shrivistava, koniuszy księcia Henry’ego
- Sharon D. Clarke jako premier Wielkiej Brytanii
- Aneesh Sheth jako Amy, agentka Secret Service
- Juan Castano jako Miguel Ramos, dziennikarz polityczny